# Bélisaire (Marmontel)
Pour les articles homonymes, voir Bélisaire (homonymie).
Bélisaire est un roman philosophique français de l'académicien Jean-François Marmontel publié en 1767.

## Synopsis
Le général Bélisaire, héros de l'empire, a été aveuglé sur l'ordre de l'empereur Justinien ; il rentre chez lui, guidé par un enfant. 
Au cours de son voyage, il rencontre successivement de jeunes aristocrates, un de ses vétérans, plusieurs de ses anciens ennemis. Tous s'indignent du sort cruel qui lui a été réservé. Il leur répond pourquoi, au lieu d'être animé de rancœur, il accepte son sort, et comment sa foi en Justinien et en l’État sont restées intactes.
L'un des jeunes artistocrates qu'il a rencontré, Tibère, convainc Justinien de se faire passer pour son père ; il l'amène alors auprès de Bélisaire aveugle et l'empereur peut ainsi écouter incognito le discours sur le gouvernement idéal que professe le vieux héros.

## Contexte
Lorsque Jean-François Marmontel entreprend d'écrire Bélisaire, il est déjà académicien ; il vient d'être frappé d'une série de deuils et il est convaincu que sa vie touche à sa fin. C'est dans cette disposition qu'il écrit cette œuvre, plus librement, et avec l'espoir qu'elle marquera, plus que ses autres opus, la postérité.
Le livre se veut un guide de gouvernement. Au travers du personnage de Justinien, empereur vieillissant, il vise manifestement Louis XV qui est dans les dernières années de son règne.

## L'affaireBélisaire
Le livre, qui professe des idées proches des Lumières, prône en son chapitre XV une tolérance religieuse, sous forme de déisme.
Il est écrit deux ans après la réhabilitation de Calas, dans un contexte où Marmontel pressent la possibilité d'une forme d'évolution, même si le dogme de l'intolérance civile reste en vigueur, et qu'il se doute que son chapitre XV se heurtera à la critique. 
Dès la première édition, le livre contient ainsi à la fin du récit une large note additionnelle à ce chapitre XV, qui s'efforce de démontrer que la position défendue par l'auteur s'inscrit dans une continuité de pensée théologique admise.
Dans une lettre à Marmontel du 16 février 1767, Voltaire appelle le chapitre XV "le Catéchisme des Rois". Marie-Thérèse d'Autriche le désigne comme le "Bréviaire des Souverains" (Lettre du Baron Swietel à Marmontel). 
Ce chapitre XV déclenchera une polémique féroce qui renforce le succès de l'ouvrage.  
Ami de Marmontel, Voltaire y contribue par deux anecdotes qui sont jointes à la deuxième édition de l'ouvrage. 
Les adversaires de Bélisaire relèvent ainsi 37 impiétés qui doivent étayer la censure de la Sorbonne ; Turgot y répond par un pamphlet, intitulé Les trente-sept vérités opposées aux trente-sept impiétés de Bélisaire, par un bachelier ubiquiste. 
La polémique débouche néanmoins sur une condamnation par la faculté de théologie de la Sorbonne en décembre 1767, et le 24 janvier 1768, l'archevêque de Paris, Mgr de Beaumont, condamne Bélisaire dans un mandement qu’il fait lire au prône de toutes les églises du diocèse.

## Répliques
Au delà de la polémique elle-même, plusieurs œuvres chercheront à faire pièce au roman de Marmontel.
- Philémon ou entretiens sur divers sujets intéressants de morale ou l'anti Belisaire, par M. de S. H***, publié chez C.-P. Berton, Paris, 1778[6].
- Bélisaire, par Mme de Genlis, publié chez Maradan, Paris,1808[7]

## Éditions
- 1767 : édition originale, Merlin, Paris.
- 1767 : deuxième édition, additionnée d'anecdotes de Voltaire, Merlin, Paris.
- 1773 : édition en anglais, P. Vaillant, Londres.
- 1780 : réédition d'Hubert Cazin, au petit format qui est la caractéristique de l'éditeur.
- 1819 : dans les Œuvres Complètes de Marmontel, Belin, Paris.

Une traduction en russe de l'ouvrage a été faite par l'impératrice Catherine II de Russie et son entourage lors d'un voyage sur la Volga. Catherine se serait chargée du chapitre 9. Elle semble avoir été publiée en 1768.